# Concerti grossi (Corelli)
Pour les articles homonymes, voir Concerto grosso (homonymie).
Les Concerti grossi, op. 6 sont une série de douze concerti grossi écrits par Arcangelo Corelli (1653-1713) et publiés de manière posthume en 1714 chez Étienne Roger à Amsterdam avec une dédicace au prince-électeur palatin Johann Wilhelm. Il s'agit de sa dernière œuvre publiée.

## Composition
La date précise de leur composition reste incertaine. Dans la préface de son Auserlesene Instrumental-Musik (1701), Georg Muffat témoigne de son séjour à Rome en 1681 : « […] avec un plaisir extrême et avec plein d'admiration, j'écoutais quelques sonates de l'Orphée italien du violon, jouées avec une très grande précision d'exécution par un grand nombre de musiciens ». On sait également que Corelli était en contact avec l'électeur palatin Johann Wilhelm à Düsseldorf dès 1708 et qu'il lui a envoyé à cette même époque, à l'instigation de son principal mécène le cardinal Pietro Ottoboni, un de ses Concerti da camera. Par ailleurs, la dédicace du recueil aurait été signée par Corelli à Rome le 3 décembre 1712, soit cinq semaines avant sa mort et une première édition aurait été faite à Rome en 1712. Cependant, une version sans dédicace est envoyée par l'éditeur Roger d'Amsterdam à l'automne 1713 au violoniste Matteo Fornari à Rome, soit bien avant la publication avec dédicace de 1714 qui apporte à Corelli le titre honorifique posthume de « Marquis palatin de Ladenburg sur Bergstraße ».
L'orchestre qui avait tant impressionné Muffat devait comporter, d'après les registres de paye de l'époque, entre 30 et 40 exécutants. Le gros des musiciens était les violons qui occupaient plus de la moitié des effectifs, les autres étant répartis entre les alti, les violoncelles, les contrebasses et le continuo. Certaines représentations ont cependant concerné plus de 100 musiciens, d'autres un orchestre de chambre beaucoup plus réduit.
L'Opus 6 peut être divisé en deux séries, les huit premiers concertos étant appelés Concerto da chiesa (concerto d'église), les quatre derniers étant des Concertos da camera (concerto de chambre) comprenant plusieurs mouvements de danse issus de la suite (allemande, courante, gavotte, menuet, sarabande, gigue). Ce sont des extrapolations à l'orchestre, respectivement, de la sonata da chiesa et de la sonata da camera.  
Le concerto grosso de Corelli oppose un groupe de trois solistes, le concertino, composé de deux violons et un violoncelle, au reste de l'orchestre, appelé ripieno, ici composé de deux parties de violon, une d'alto et basse. Chaque concerto comporte plusieurs mouvements et leur durée d'exécution ne dépasse pas une dizaine de minutes chacun.

## Concerti grossi da chiesa
- Concerto no 1 en ré majeur
  - 1. Largo – Allegro – Largo -Allegro
  - 2. Largo
  - 3. Allegro
  - 4. Allegro

- Concerto no 2 en fa majeur
  - 1. Vivace – Allegro – Adagio – Vivace – Allegro - Largo Andante
  - 2. Allegro
  - 3. Grave-Andante Largo
  - 4. Allegro

- Concerto no 3 en do mineur
  - 1. Largo
  - 2. Allegro
  - 3. Grave
  - 4. Vivace
  - 5. Allegro

- Concerto no 4 en ré majeur
  - 1. Adagio - Allegro
  - 2. Adagio
  - 3. Vivace
  - 4. Allegro

- Concerto no 5 en si bémol majeur
  - 1. Adagio – Allegro - Adagio
  - 2. Adagio
  - 3. Allegro - Adagio
  - 4. Largo-Allegro

- Concerto no 6 en fa majeur
  - 1. Adagio
  - 2. Allegro
  - 3. Largo
  - 4. Vivace
  - 5. Allegro

- Concerto no 7 en ré majeur
  - 1. Vivace – Allegro – Adagio
  - 2. Allegro
  - 3. Andante – Largo
  - 4. Allegro – Adagio
  - 5. Vivace

- Concerto no 8 en sol mineur
(Fatto per la notte di natale/fait pour la nuit de Noël)
  - 1. Vivace – Grave
  - 2. Allegro
  - 3. Adagio – Allegro – Adagio
  - 4. Vivace – Allegro – Largo (pastorale)

## Concerti grossi da camera
- Concerto no 9 en fa majeur
  - 1. Prélude
  - 2. Allemande
  - 3. Courante
  - 4. Gavotte
  - 5. Adagio
  - 6. Menuet

- Concerto no 10 en do majeur
  - 1. Prélude
  - 2. Allemande
  - 3. Courante
  - 4. Menuet

- Concerto no 11 en si bémol majeur
  - 1. Prélude
  - 2. Allemande
  - 3. Adagio - Andante – Largo
  - 4. Sarabande
  - 5. Gigue

- Concerto no 12 en fa majeur
  - 1. Prélude
  - 2. Sarabande
  - 3. Gigue

## Discographie
- La Petite Bande - Sigiswald Kuijken, 1976-1977 (Deutsche Harmonia Mundi, aujourd'hui Sony Music)
- Ensemble 415 - Chiara Banchini, 1990 (Harmonia Mundi)
- The English Concert - Trevor Pinnock (Archiv, Deutsche Grammophon)
- Gli Incogniti - Amandine Beyer, enregistrement de concert, 2012 (Zig-Zag Territoires)[6]